# 万満寺
万満寺（まんまんじ、萬満寺）は千葉県松戸市馬橋にある臨済宗大徳寺派の寺院。山号は法王山。本尊は阿弥陀如来。「仁王さまの股くぐり」で知られる。鎌倉時代作の金剛力士（仁王）像は国の重要文化財に指定されている。

## 歴史
建長8年（1256年） 下総国守護千葉頼胤が忍性を招聘して、真言宗大日寺（現在千葉市稲毛区轟町）を創建。
室町時代 千葉満胤が臨済宗の寺院として再興し、鎌倉公方足利氏満の満の一字を貰って万満寺と改名。
天文6年(1537年)、千葉氏傘下の有力な将となっていた高城胤吉より寺領が寄進された。明治41年(1908年)、大火により伽藍のほとんどを焼失してしまったが、昭和62年(1987年)、新本堂が完成する。

## 文化財

### 重要文化財（国指定）
- 木造金剛力士立像 - 鎌倉時代の作。寺伝に運慶作というが、これは日本各地の仁王像に共通して見られる伝承で、実際の作者は不明である。関東地方に残る仁王像としてはもっとも古くかつ優れた像の一つである。1916年、当時の古社寺保存法に基づき旧国宝（現行法の重要文化財に相当）に指定された。

### 松戸市指定有形文化財
- 木造阿弥陀如来坐像
- 木造不動明王立像
- 鋳造魚籃観音立像

## 習俗
- 1月成人の日（現住職の代からこうなった。それ以前は1月15日）に護摩供養を行なう。
- 8月16日に施餓鬼供養を行なう。

いずれも檀家の行事である。1月には食事と般若湯が給される。8月には食事が供される。また、8月には法話がある。
- 唐椀供養（春・秋の祭礼時に精進料理を供する）

## 写真

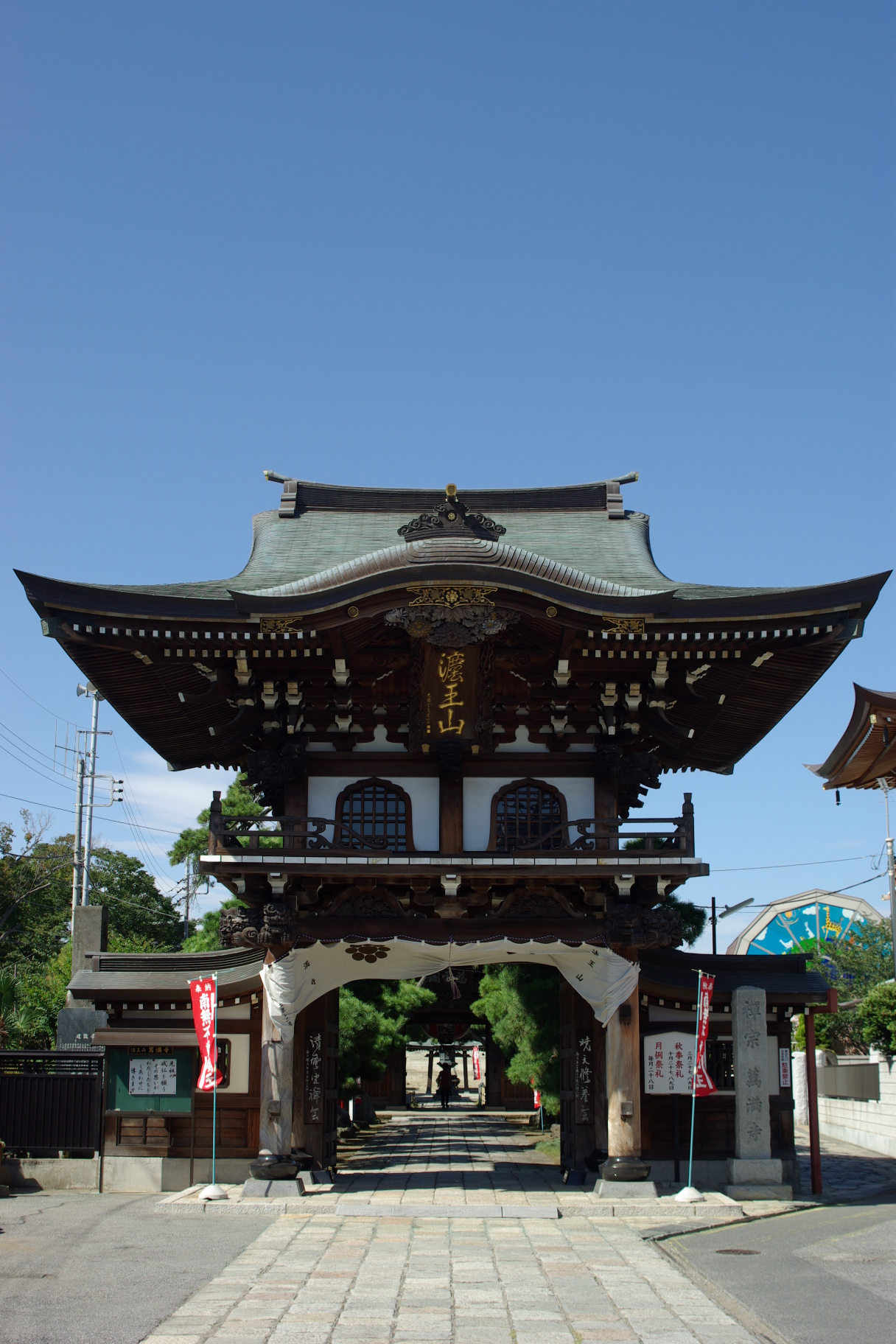
山門
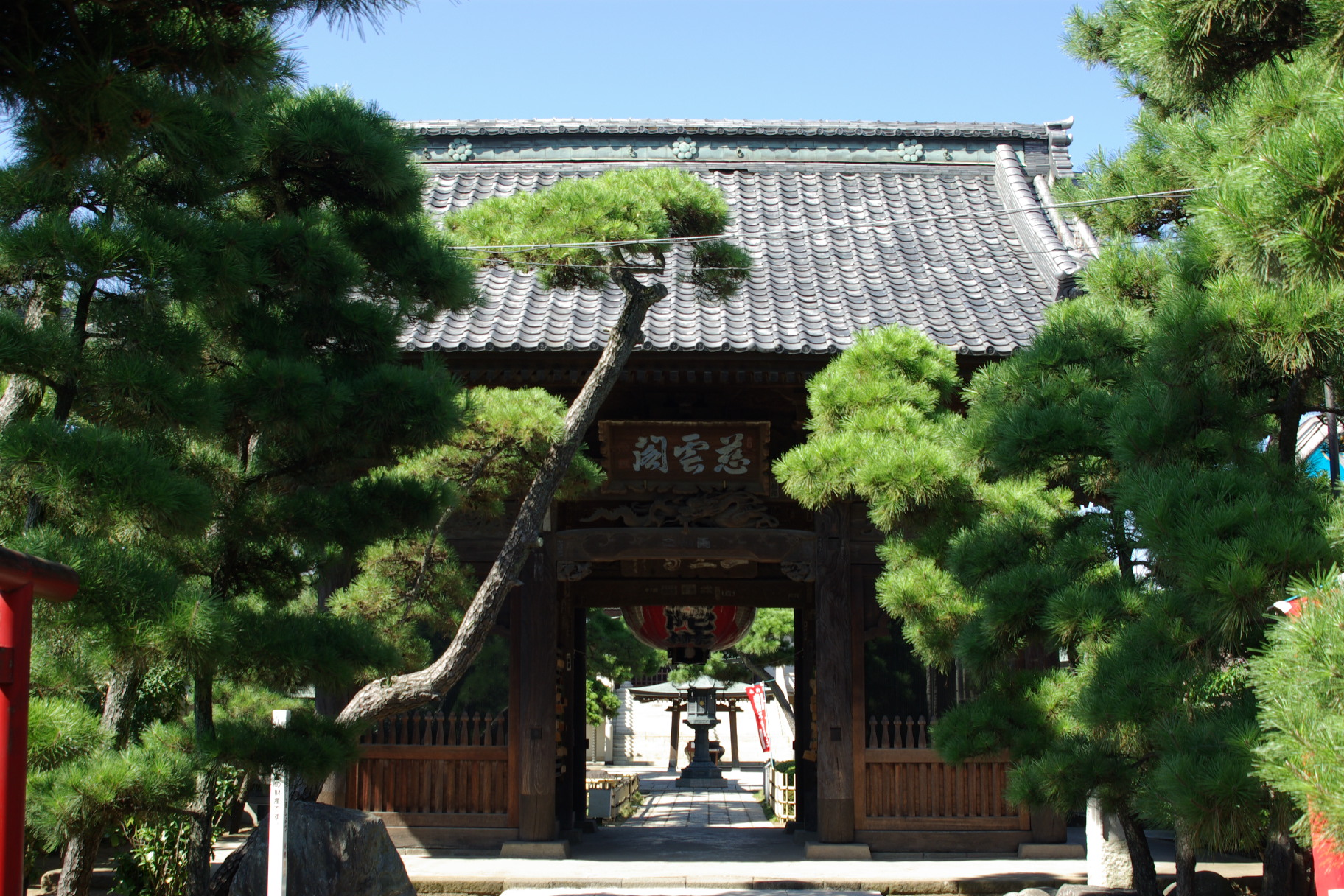
仁王門

## 交通アクセス
- JR常磐線、流鉄流山線馬橋駅から徒歩約5分（その近さのために、明治時代（1908年）に汽車の火の粉によって伽藍が火事になったことがあった）（経路案内）
- 京成松戸線常盤平駅方面からは、松戸新京成バス馬橋線（常盤平駅北口＝馬橋駅入口）終点馬橋駅入口バス停前。